# Thréonine
La thréonine (abréviations IUPAC-IUBMB : Thr et T) est un acide α-aminé dont l'énantiomère L est l'un des 22 acides aminés protéinogènes, et l'un des 9 acides aminés essentiels pour l'homme. Elle est codée sur les ARN messagers par les codons ACU, ACC, ACA et ACG. Elle est structurellement semblable à la valine, mais avec un groupe hydroxyle sur le carbone β. Elle possède de ce fait deux atomes de carbone asymétriques, le diastéréoisomère thréo  (2S,3R) est de loin le plus abondant naturellement, le diastéréoisomère allo (2S,3S) étant bien plus rare dans les systèmes biologiques. En particulier, seul le diastéréoisomère (2S,3R) est incorporé dans les protéines par le ribosome lors de la traduction. 
La fonction alcool fait de la thréonine la cible de certaines modifications post-traductionnelles telles que des O-glycosylations ou des phosphorylations par des protéine kinases.
La thréonine de synthèse, obtenue par fermentation est pure à 98,5 %.

## Applications
Elle est utilisée dans les prémélanges et aliments pour porcs principalement, mais aussi dans les aliments de volailles. La L-thréonine est le deuxième acide aminé limitant pour le porc après la lysine. Elle permet d’améliorer les performances zootechniques et de diminuer les rejets azotés présents à l'extérieur des protéines où ils servent à la régulation par phosphorylation.

## Maladies métaboliques
La dégradation de la thréonine est altérée dans les maladies métaboliques suivantes:
- Acidémie méthylmalonique
- Acidémie propionique
- Acidurie combinée malonique et méthylmalonique (CMAMMA)